# Письма к М.
Письма к М. (пол. Listy do M.) — польский комедийный мелодраматический фильм 2011 года.

## Сюжет
Миколай — успешный диджей на радио. В эфир к нему часто звонят для того, чтобы поделиться своими проблемами. Миколай утешает и поддерживает всех, но только для себя утешений найти не может. Уже который год Миколай празднует Рождество в радиостудии, а его сын Костек — дома с приемником, который настроен на радио папы.

## В ролях
- Мацей Штур — Миколай
- Рома Гонщёровска — Дорис
- Томаш Кароляк — Мельхиор
- Агнешка Дыгант — Карина
- Пётр Адамчик — Щепан
- Войцех Маляйкат — Войцех
- Агнешка Вагнер — Малгожата
- Юлия Вроблевска — Тося
- Леонард Петрашак — Флориан
- Беата Тышкевич — Малина